# Intencionalidade autoral
Em estética e na teoria literária, a intencionalidade do autor é um conceito que se refere a uma intenção do autor e como isso é entendido em sua história. Nos estudos literários, a questão da validade dos métodos de determinação da intenção do autor têm sido debatida desde o começo do século XX. A  neocrítica, como exposta por Cleanth Brooks, W. K. Wimsatt, T. S. Eliot e outros, argumenta que a intenção do autor é irrelevante para o entendimento de uma obra ou literatura, sendo que a preocupação pelo entendimento foi chamada por Wimsatt de " falácia intencional ". Segundo esses autores, um escritor  não pode ser reconstruído a partir da sua escrita. O texto é a única fonte de entendimento, e qualquer detalhe dos desejos ou da vida do autor são puramente externos. Segundo a crítica literária psicanalítica, por outro lado, a biografia do autor e o estado subconsciente são  parte do texto e, portanto, a intenção do autor poderia ser revivida a partir de um texto literário - embora a intenção deva ser apenas subconsciente.